# Hugo Maser
Hugo Maser (* 17. Dezember 1912 in Augsburg; † 21. August 1989 in München) war ein deutscher lutherischer Pfarrer.
Maser verließ das humanistische Gymnasium St. Anna in Augsburg mit dem Abitur, studierte Theologie in Erlangen, Königsberg (Preußen), Bonn und an der Kirchlichen Hochschule Bielefeld-Bethel und legte beide theologischen Prüfungen ab. Er besuchte ein Predigerseminar in München und war danach als Studieninspektor am Predigerseminar der Bekennenden Kirche in Ostpreußen, als Stadtvikar im Münchner Stadtteil Giesing und als Hilfsreferendar im Landeskirchenrat München tätig. Während des Zweiten Weltkriegs war er Religionslehrer in Augsburg, danach war er von 1945 bis 1950 Pfarrer in Wiesenbronn und im Anschluss bis 1954 Studentenpfarrer an der Universität München sowie Pfarrer in München-St. Markus. Von 1954 bis 1964 war er Rektor des Predigerseminars in Bayern, danach war er bis 1980 Oberkirchenrat, Leiter des Referats für Schule und Bildung, Personalreferent und ständiger Vertreter des Landesbischofs. Von 1983 bis zu seinem Tode gehörte er dem Bayerischen Senat an.

## Schriften
- Die Evangelisch-Lutherische Kirche in Bayern rechts des Rheins zur Zeit der Weimarer Republik. Claudius-Verlag, München 1990.
- Evangelische Kirche im demokratischen Staat. Claudius-Verlag, München 1983.
- Die Bestattung. (= Handbücherei für Gemeindearbeit. Heft 28.) Gütersloher Verlags-Haus, Gütersloh 1964.